# Nozon
Nozon är ett vattendrag i Schweiz. Det ligger i den västra delen av landet, 70 km väster om huvudstaden Bern.
Trakten runt Nozon består till största delen av jordbruksmark. Runt Nozon är det tätbefolkat, med 308 invånare per kvadratkilometer.